# Arendonk
Arendonk – miejscowość i gmina (gemeente) w Belgii, w Regionie Flamandzkim, w prowincji Antwerpia, w okręgu Turnhout. 1 stycznia 2024 roku liczyła 13 391 mieszkańców.

## Podział administracyjny
W skład gminy nie wchodzi żadna dzielnica (deelgemeente).

## Współpraca
Miejscowości partnerskie:
- Kobern-Gondorf, Niemcy
- Mont-Saint-Éloi, Francja